# Filippo I d'Este
Filippo I d'Este (Ferrara, 1537 – Ferrara, 13 dicembre 1592) è stato un nobile italiano, figlio di Sigismondo II d'Este e di Giustina Trivulzio. Fu il 2º Marchese di Borgomanero e Porlezza, 1º Marchese di San Martino in Rio, 1º Marchese di Lanzo con Groscavallo, Forno e Bonzo, 3º Conte di Corteolona, Signore di Campogalliano e Castellarano, San Cassiano e Rodeglia, Signore del Vicariato di Belgioioso, Signore di Crevacuore.

## Biografia
Nacque nel 1537 a Ferrara; figlio di Sigismondo II d'Este e di Giustina Trivulzio, della nobile famiglia dei Trivulzio. Nel 1561, alla morte del padre a Pavia, di cui questi era Governatore, Filippo gli succedette nei titoli e nel governo del feudo.
Il 25 marzo 1569 gli venne concesso il Collare della Santissima Annunziata. Il 20 gennaio 1570 sposò a Torino, Maria di Savoia, figlia legittimata del Duca di Savoia, Emanuele Filiberto. Il 25 febbraio, quale dote di Maria, fu infeudato del territorio di Crevacuore. Nel 1571 divenne Generale della cavalleria leggera del Duca di Savoia. Nel 1572, Filippo I fu ambasciatore per conto di suo suocero, il Duca Emanuele Filiberto di Savoia, a Roma presso Papa Gregorio XIII, affinché fosse confermato al Ducato di Savoia l'Ordine di San Maurizio e per ricevere l'assenso alla fusione con l'Ordine di San Lazzaro.
Nel 1574 divenne "capitano generale della gente da spedirsi in Francia in servizio del Re cristianissimo". Nel 1577 il Duca di Savoia, volendo riavere Crevacuore diede in cambio il Marchesato di Lanzo con le altre terre della Valle. L'infeudazione avvenne il 14 aprile; il Marchesato, oltre Lanzo, comprendeva anche i territori di Ala, Balme, Bonzo con Mottera, Cantoira, Ceres, Chialambertetto, Chialamberto, Forno di Groscavallo, Germagnano, Groscavallo, Mezzenile, Monastero, Mondrone, Pessinetto, Traves e Vonzo. L'11 maggio seguì il contratto di vendita ed infeudazione del territorio e del castello di Lanzo, con il titolo Marchionale.
Il 28 ottobre 1580 moriva la moglie Maria, che gli lasciava in eredità un Palazzo a Torino; il feudo di Lanzo, che era appannaggio di Maria, fu lasciato in eredità al secondogenito Sigismondo. Nel 1583 Filippo entrava in possesso del Castello del Valentino, che terrà fino al 1586, prima di cederlo nuovamente a Casa Savoia, in cambio del castello di Lucento. Nel maggio del 1588 fu ambasciatore per conto dei Savoia in Spagna.
Nel dicembre del 1591 fu ambasciatore a Roma per conto del Duca di Ferrara Alfonso II, per ottenere in favore di questi la conferma pontificia del potere di nomina di successione. Papa Gregorio XIV, nato Niccolò Sfondrati, era cognato della sorella Sigismonda, in virtù del matrimonio di questa con il conte Paolo Sfondrati, fratello del pontefice.
Filippo I fu amico e protettore del poeta Torquato Tasso, che gli dedicò versi in "Dialogo della Nobiltà".
Morì a Ferrara il 13 dicembre 1592.

## Discendenza
Dal matrimonio con Maria di Savoia nacquero: 
- Beatrice Matilde (1570 - 1609 o 1611[18]), sposò l'8 giugno 1602 Ferrante di Ippolito I Bentivoglio Marchese di Gualtieri e Magliano (?-1619).
- Carlo Filiberto I (1571 - 1652), 2º Marchese di San Martino in Rio, 3º Marchese di Borgomanero e Porlezza, 1º Marchese di Santa Cristina e 4º Conte di Corteolona;
- Sigismondo (1572 - 1628),  2º Marchese di Lanzo;
- Alfonso (1573 - 1623), Commendatore di San Giovanni del Cantone di Modena dell'Ordine Gerosolimitano;
- Margherita (1574 - ?).

Filippo ebbe inoltre un figlio illegittimo, che legittimò:
- Francesco (1568 - 1646), Cavaliere e Governatore di San Martino in Rio, che ebbe quattro figli:
  - Beatrice, monaca;
  - Carlo Filiberto;
  - Alfonso;
  - Giustina.

## Ascendenza
|                                                  |                                               |                                                  | Genitori                                    |  |  | Nonni |  |  | Bisnonni                                      |  |  | Trisnonni                                                |  |
|                                                  |                                               |                                                  |                                             |  |  |       |  |  | Sigismondo I d'Este, I signore di San Martino |  |  | Niccolò III d'Este, marchese di Ferrara, Modena e Reggio |  |
|                                                  |                                               |                                                  |                                             |  |  |       |  |  | Sigismondo I d'Este, I signore di San Martino |  |  | Niccolò III d'Este, marchese di Ferrara, Modena e Reggio |  |
|                                                  |                                               | Ricciarda di Saluzzo                             |                                             |  |  |       |  |  | Sigismondo I d'Este, I signore di San Martino |  |  |                                                          |  |
| Ercole d'Este, II signore di San Martino         |                                               |                                                  |                                             |  |  |       |  |  | Sigismondo I d'Este, I signore di San Martino |  |  |                                                          |  |
|                                                  |                                               | Cecilia Rachesi                                  | …                                           |  |  |       |  |  |                                               |  |  |                                                          |  |
|                                                  |                                               | Cecilia Rachesi                                  | …                                           |  |  |       |  |  |                                               |  |  |                                                          |  |
|                                                  |                                               | Cecilia Rachesi                                  | …                                           |  |  |       |  |  |                                               |  |  |                                                          |  |
| Sigismondo II d'Este, III signore di San Martino |                                               | Cecilia Rachesi                                  |                                             |  |  |       |  |  |                                               |  |  |                                                          |  |
|                                                  |                                               | Carlo Sforza, conte di Magenta                   | Galeazzo Maria Sforza, duca di Milano       |  |  |       |  |  |                                               |  |  |                                                          |  |
|                                                  |                                               | Carlo Sforza, conte di Magenta                   | Galeazzo Maria Sforza, duca di Milano       |  |  |       |  |  |                                               |  |  |                                                          |  |
|                                                  |                                               | Carlo Sforza, conte di Magenta                   | Lucrezia Landriani                          |  |  |       |  |  |                                               |  |  |                                                          |  |
| Angela Sforza                                    |                                               | Carlo Sforza, conte di Magenta                   |                                             |  |  |       |  |  |                                               |  |  |                                                          |  |
|                                                  |                                               | Bianca Simonetta                                 | Angelo Simonetta                            |  |  |       |  |  |                                               |  |  |                                                          |  |
|                                                  |                                               | Bianca Simonetta                                 | Angelo Simonetta                            |  |  |       |  |  |                                               |  |  |                                                          |  |
|                                                  |                                               | Bianca Simonetta                                 | Francesca della Scala                       |  |  |       |  |  |                                               |  |  |                                                          |  |
| Filippo I d'Este, I marchese di San Martino      |                                               | Bianca Simonetta                                 |                                             |  |  |       |  |  |                                               |  |  |                                                          |  |
|                                                  | Giovanni Trivulzio, consignore di Borgomanero | Pietro Trivulzio, signore di Trivulzio Lodigiano |                                             |  |  |       |  |  |                                               |  |  |                                                          |  |
|                                                  | Giovanni Trivulzio, consignore di Borgomanero | Pietro Trivulzio, signore di Trivulzio Lodigiano |                                             |  |  |       |  |  |                                               |  |  |                                                          |  |
|                                                  | Giovanni Trivulzio, consignore di Borgomanero | Laura Bossi                                      |                                             |  |  |       |  |  |                                               |  |  |                                                          |  |
| Paolo Camillo Trivulzio, I duca di Boiano        | Giovanni Trivulzio, consignore di Borgomanero |                                                  |                                             |  |  |       |  |  |                                               |  |  |                                                          |  |
|                                                  |                                               | Angiola Martinengo                               | Agostino Martinengo, II conte di Orzivecchi |  |  |       |  |  |                                               |  |  |                                                          |  |
|                                                  |                                               | Angiola Martinengo                               | Agostino Martinengo, II conte di Orzivecchi |  |  |       |  |  |                                               |  |  |                                                          |  |
|                                                  |                                               | Angiola Martinengo                               | Domicella Brivio                            |  |  |       |  |  |                                               |  |  |                                                          |  |
| Giustina Trivulzio                               |                                               | Angiola Martinengo                               |                                             |  |  |       |  |  |                                               |  |  |                                                          |  |
|                                                  |                                               | Marchesino Stanga, marchese di Castelnuovo       | Cristoforo Stanga                           |  |  |       |  |  |                                               |  |  |                                                          |  |
|                                                  |                                               | Marchesino Stanga, marchese di Castelnuovo       | Cristoforo Stanga                           |  |  |       |  |  |                                               |  |  |                                                          |  |
|                                                  |                                               | Marchesino Stanga, marchese di Castelnuovo       | Barbara Trecchi                             |  |  |       |  |  |                                               |  |  |                                                          |  |
| Barbara Stanga                                   |                                               | Marchesino Stanga, marchese di Castelnuovo       |                                             |  |  |       |  |  |                                               |  |  |                                                          |  |
|                                                  |                                               | Giustina Borromeo                                | Giovanni Borromeo                           |  |  |       |  |  |                                               |  |  |                                                          |  |
|                                                  |                                               | Giustina Borromeo                                | Giovanni Borromeo                           |  |  |       |  |  |                                               |  |  |                                                          |  |
|                                                  |                                               | Giustina Borromeo                                | …                                           |  |  |       |  |  |                                               |  |  |                                                          |  |
|                                                  |                                               | Giustina Borromeo                                |                                             |  |  |       |  |  |                                               |  |  |                                                          |  |